# Stokkemarke
Stokkemarke er en by på Lolland med 416 indbyggere  (2024), beliggende 15 km øst for Nakskov og 12 km nordvest for kommunesædet Maribo. Byen hører til Lolland Kommune og ligger i Region Sjælland. I 1970-2006 hørte byen til Maribo Kommune.
Stokkemarke hører til Stokkemarke Sogn, og den store Stokkemarke Kirke ligger i byen. 3 km nord for byen ligger herregården Knuthenlund.

## Faciliteter
- Børnehaven Svalereden i den tidligere centralskole har plads til 13 børn.[2]
- Byens idrætshal opført i 1988 fik i 2013 en tilbygning med fest- og mødelokaler samt motionsrum.
- Byen har Dagli'Brugs, bagerforretning, kulturhus, plejecenter og lægehus.

## Historie
Stokkemarke nævnes i 1231 som Stockæmarc. Bønderne var længere end de fleste på Lolland frie bønder, der ikke hørte under nogen herregård. Stokkemarke blev udskiftet i 1809-14.
I 1873 blev byen beskrevet således: "Stokkemarke med Kirke, Præstegaard, Skole, Hospital, Fattighuus, Postexpedition, Kro vest for Byen ved Hovedlandeveien, et lidet Eddikebryggeri, Veirmølle". Det høje målebordsblad viser desuden et jordemoderhus. Den nævnte kro lå ved Stokkemarkegård. I 1666 nævnes første gang en kro i Stokkemarke.
I 1899 blev byen beskrevet således: "Stokkemarke, ved Landevejen, med Kirke, Præstegd., Skole, Hospital (med Bolig for 4 Kvinder), Fattiggaard (Plads for 60 Lemmer), Forsamlingshus (opf. 1889), Kro, Købmandsforretninger, Andelsmejeri, Mølle og Saftstation (Nakskov Sukkerfabriks)". Det lave målebordsblad viser desuden telefoncentral og lægehus foruden jordemoderhuset. Forsamlingshuset fra 1889 var bygget af træ og forfaldt, så det blev opgivet i 1937. Et nyt blev bygget, også af træ, men er nu erstattet af den gamle skole som forsamlingshus.

### Skoler og bibliotek
Stokkemarkes første skole er nævnt i 1737 og lå, hvor der nu er lægehus på Tjennemarkevej 2. Skolen blev formentlig holdt i en gård, der blev udflyttet, men i henhold til loven om folkeskolen af 1814 blev der bygget en ny skole her med avlsbygninger til det landbrug, degnen skulle leve af.
Den næste skole fra 1905 er nu Kultur-Beboerhuset og Ungdomsskolen på Tjennemarkevej 4A. Da den skole i 1962 blev afløst af centralskolen på Tjennemarkevej 10, overlod sognerådet den gamle skole til Stokkemarke Biblioteksforening, der siden 1936 havde haft udlån fra sognerådets mødelokale i det gamle elværk. Det var opført i 1912 som jævnstrømsværk, men blev nedlagt i 1934, hvor man gik over til vekselstrøm fra Maribo. Sognerådet købte elværkets bygning og indrettede det til administrationsbygning med kommunekontor. I 1974 overtog Maribo Kommune biblioteket, som 26. februar 1993 blev lukket og afløst af en bogbus.
Stokkemarke Skole blev i 2005 slået sammen med Østoftes (Nørreballes) og Bandholms skoler med placering på Østofte Skole. Stokkemarke Skole blev omdannet til Stokkemarke Friskole. Den havde gennemsnitligt 110 elever, men gik konkurs i 2013.

### Saftstationen
I 1883 købte De Danske Sukkerfabrikker en stor grund og byggede en saftstation med forvalter- og portnerbolig. Sukkerroerne blev bl.a. kørt til saftstationen på smalsporede roebaner. Sukkersaften blev gennem en rørledning pumpet til Nakskov Sukkerfabrik, fra 1898 til Maribo Sukkerfabrik, som lå nærmere og var erhvervet af De Danske Sukkerfabrikker samme år.
I roekampagnen blev der arbejdet i døgndrift med 3-holds skift, og 90-100 arbejdere var beskæftiget på saftstationen. I 1959 havde Stokkemarke sin sidste roekampagne. Fra 1966 var der vognfabrik i fabriksbygningerne, men de er nu revet ned, så kun forvalterboligen står tilbage.

### Andelsmejeriet
Stokkemarkes Andelsmejeri blev oprettet i 1889 med 91 andelshavere. I 1935 var der 550 andelshavere, og ni personer var ansat på mejeriet. I 1952 indviede man et osteri med en stor lagerbygning, men i 1962 valgte bestyrelsen at fusionere med fire andre mejerier. Bygningerne husede derefter forskellige fabrikker, men var i 2009 så nedslidte, at kommunen købte grunden og rev bygningerne ned. Nu er grunden blevet byens grønne have, hvor der bl.a. holdes Sankthans-fester.

### Alderdomshjemmet
I 1916 byggede Stokkemarke sognekommune et alderdomshjem med 20 stuer, bolig for forstander, personale og en sygeplejerske. Der var nemlig en sygestue med plads til tre senge, hvor byens læge og sygeplejersken tog sig af patienter, der havde brug for ekstra pleje. Både selve alderdomshjemmet og disse aflastningspladser var noget usædvanligt i 1916. Sygeafdelingen lukkede i 1960'erne, og selve alderdomshjemmet afløstes i 1994 af Stokkemarke Plejecenter.

### Stationsbyen
Stokkemarke var allerede et egnscentrum, da den fik station på Maribo-Torrig Jernbane, der havde den korteste levetid af alle danske privatbaner: 1924-41. Stationen havde private sidespor til en købmand og en foderstofforretning samt et læssespor med rampe til en svinefold, så man kunne sende levende svin til Maribo Svineslagteri. Stationsbygningen er bevaret på Sursvej 19.

### Genforeningssten
På kirkepladsen står en sten, der blev afsløret 15. juni 1921 til minde om Genforeningen i 1920.